# Valore (scienze sociali)
Un valore in ambito sociale può indicare aspirazioni e desideri comuni ad una collettività, manifestandosi esplicitamente o implicitamente in uno più individui o gruppi, dei quali influenza il perseguimento di modalità, mezzi e fini d'azione possibili.
I valori sociali, non appartenendo necessariamente al mondo assoluto degli ideali morali o religiosi, possono adattarsi alle condizioni storiche e geografiche in quanto strettamente interconnessi alla dinamicità della realtà sociale.
La sociologia ne fa oggetto di studio non per stabilirne la loro validità effettiva, di pertinenza piuttosto della morale, ma per indagare il modo in cui essi si originano, si estrinsecano poi nella prassi, e al significato che assumono.

## Il contributo di Clyde Kluckhohn
Il sociologo e antropologo statunitense Clyde Kluckhohn, (1905-1960), tra i principali autori in materia, afferma che i valori si distinguono dalle preferenze perché si riferiscono a ciò che è teoricamente desiderabile, e non ciò che è effettivamente desiderato, comportando cioè un dover essere. In questo senso possiedono una dimensione normativa.
Inoltre, i valori possiedono
- una dimensione affettiva: indicano il desiderabile. Sono interiorizzati dall'individuo e, se trasgrediti, producono in lui senso di colpa;
- una dimensione cognitiva;
- una dimensione selettiva: influenzano nettamente la capacità di scelta e l'orientamento dell'agire sociale.

## Il contributo di Talcott Parsons
Il sociologo americano Talcott Parsons (1902-1979) identifica quattro dilemmi fondamentali (chiamati variabili strutturali) che costituiscono, nelle culture moderne, una sorta di mappa dei valori socialmente riconosciuti: 
- Universalismo/particolarismo; l'attore si orienta secondo criteri di carattere generale (la stessa regola vale per tutti) o particolare (ciò che si è disposti a fare per qualcuno non vale per tutti).
- Prestazione/qualità; l'attore valuta l'altro per ciò che è stato in grado di realizzare (ciò che ha fatto) o per ciò che lo caratterizza (ciò che è).
- Neutralità affettiva/affettività; l'attore partecipa a relazioni che includono coinvolgimento emotivo oppure no.
- Specificità/diffusione: l'attore valuta solo determinati aspetti o competenze oppure la totalità della persona.

In generale, il dilemma si ha tra un orientamento self e un orientamento alter.